# Talachamani
Talachamani war ein nubischer König, der wohl im 5. vorchristlichen Jahrhundert regierte.
Er ist von einer Granitstele bekannt, die sich bei seiner Pyramide Nu 16 bei Nuri in situ fand. Die Pyramide ist relativ klein und mag auf eine kurze Regierungszeit schließen. Immerhin gibt es auch Belege für Inschriften des Herrschers in Meroe.
Er wird auch in der großen Inschrift seines Nachfolgers Arikamaninote genannt. Aus dieser Inschrift erfährt man, dass er der Vorgänger von Arikamaninote war, der sich wiederum als Sohn von Malowijebamani bezeichnet. Daraus mag geschlossen werden, dass Talachamani der jüngere Bruder von Malowijebamani war. Die Reihenfolge Malowijebamani - Talachamani kann auch aus einem Elektrumband mit dem Namen Malowijebamani Cheperkare erschlossen werden, dass sich in der Pyramide Nu 16 fand, und auf die enge chronologische Beziehung von Malowijebamani und Talachamani hinweisen mag.